# Macrodactylus variipes
Macrodactylus variipes är en skalbaggsart som beskrevs av Bates 1887. Macrodactylus variipes ingår i släktet Macrodactylus och familjen Melolonthidae. Inga underarter finns listade i Catalogue of Life.